# Simeão Estilita, o Moço
Simeão Estilita, o Moço, também conhecido como "São Simeão da Montanha Admirável" (em árabe:  ‎مار سمعان العمودي الأصغر mār semʻān l-ʻamūdī l-asghar) é um santo da Igreja Ortodoxa e da Igreja Católica, famoso por seu ascetismo, por passar toda a sua vida sobre um pilar (estilita) e pelos milagres que lhe são atribuídos.

## Vida
Nascido em Antioquia, seu pai era nativo de Edessa, na Mesopotâmia, e sua mãe, chamada Marta, também foi depois reverenciada como santa e teve composta uma biografia sua que incorpora uma carta que ela enviou para o filho escrita de seu pilar a Tomas, o guardião da cruz verdadeira em Jerusalém.
Assim como seu homônimo, Simeão Estilita, o Velho, o primeiro dos estilitas, Simeão parece ter sido atraído desde muito cedo para uma vida austera. Ele se juntou a uma comunidade asceta que vivia ao redor de um outro eremita num pilar, chamado João, que funcionava como líder espiritual do grupo. Simeão, ainda um garoto, fez com que erigissem um pilar para si quando ele perdeu seu primeiro dente. Ele manteve este estilo de vida por 68 anos e, no decurso de sua vida, porém, ele se mudou diversas vezes para outro pilar. Quando da primeira destas mudanças, o Patriarca de Antioquia e bispo de Selêucia o ordenou diácono durante um curto período em que ele ficou no chão. Por oito anos, até a morte de João, Simeão permaneceu ao lado da coluna de seu mestre, tão perto que eles podiam facilmente conversar. Durante este período, seu ascetismo foi contido pelo do ancião.
Após a morte de João, Simeão se libertou e deu forças às suas práticas ascéticas ao ponto de Evágrio Escolástico afirmar que ele vivia apenas sob arbustos que cresciam na região de Teópolis. Ele foi novamente ordenado, agora padre, e foi assim capaz de oferecer uma missa pela memória de sua mãe. Nestas ocasiões, seus discípulos, um após o outro, subiam por uma escada para receber dele a Eucaristia de suas mãos. Como era o caso da maioria dos outros santos estilitas, um grande número de milagres foi reputado a Simeão, o Moço. Em diversas ocasiões a cura era realizada através de imagens representando o eremita. No final de sua vida, o santo ocupava uma coluna sobre um morro próximo de Antioquia, chamada, por causa dele, de "Morro dos Milagres", e foi ali que ele morreu.

## Obras
Além da carta, já mencionada, diversas outras obras são atribuídas a ele. Uma quantidade destes curtos tratados espirituais foram publicados por Cozza-Luzzi ("Nova PP. Bib.", VIII, iii, Roma, 1871, pp. 4–156). Há também um "Apocalipse" e cartas para os imperadores bizantinos Justiniano I e Justino II (veja fragmentos na P.G., de Migne, LXXXVI, pt. II, 3216-20).

## Biografias
Há uma longa e sombria "Vida" de São Simeão, o Moço, escrita por Nicéforo Calisto, mas é possível aprender mais sobre a vida do santo a partir da "Vida de Santa Marta", sua mãe, e pela História Eclesiástica de Evágrio Escolástico.